# Betnijah Laney
Betnijah Laney, née le 29 octobre 1993 à Clayton, Delaware, est une joueuse américaine de basket-ball.

## Biographie
Elle est le 17e choix de la draft WNBA 2015 par le Sky de Chicago. Ses deux premières saisons WNBA ne lui laissent qu'un rôle modeste. Le 3 juin 2016, elle se rompt le Ligament croisé antérieur et manque la fin de saison.
En 2018-2019, ses statistiques sont de 14,2 points et 6,9 rebonds avec le club australien de Dandenong Rangers. En 2019-2020, elle joue avec le club israélien d'Elitzur Holon.
Avec le Dream d'Atlanta, elle réalise une excellente saison WNBA 2020 qui lui vaut la distinction de la meilleure progression des joueuses WNBA. Elle signe début 2021 comme agent libre avec le Liberty de New York .

## Clubs
- 2007-2011 :  Smyrna High School
- 2011-2015 :  Scarlet Knights de Rutgers

WNBA
- 2015-2016 :  Sky de Chicago
- 2018 :  Sun du Connecticut
- 2019 :  Fever de l'Indiana
- 2020 :  Dream d'Atlanta
- 2021- :  Liberty de New York

Étranger
- 2015-2016 :  Perth Lynx
- 2018-2019 :  Dandenong Rangers
- 2019-2020 :  Elitzur Holon

## Distinctions individuelles
- Meilleure progression des joueuses WNBA (2020)[4].